# Géographie de la Région wallonne
La géographie de la Région wallonne est l'ensemble des caractères qui constituent la réalité physique, biologique et humaine de la Région wallonne. Son territoire est défini par l'Article 5 de la Constitution belge, c'est-à-dire par le territoire des « provinces suivantes : le Brabant wallon, le Hainaut, Liège, le Luxembourg et Namur ». Ce territoire de 16 901 km2 dans le Sud de la Belgique est limitrophe de la Région flamande et du Royaume des Pays-Bas au nord, les régions Hauts-de-France et Grand Est de la France au sud, du Grand-Duché de Luxembourg et des Länder allemands de Rhénanie-du-Nord-Westphalie et de Rhénanie-Palatinat à l'est.
Ce territoire compte environ 3 645 000 habitants. La population urbaine est très importante et se situe en majorité sur l'axe Meuse-Sambre-Haine. Les principales villes de la Région sont également situées sur cet axe : Liège, Namur, Charleroi, Mons, le sillon industriel.
Au sud de cet axe, le territoire est marqué par l'Ardenne, territoire forestier et agricole. L'axe en lui-même est marqué par une industrialisation importante. Au nord se déploient les plaines fertiles de Hesbaye et du Brabant.

## Les cinq provinces wallonnes
1. Province du Brabant wallon
2. Province de Hainaut
3. Province de Liège
4. Province de Luxembourg
5. Province de Namur

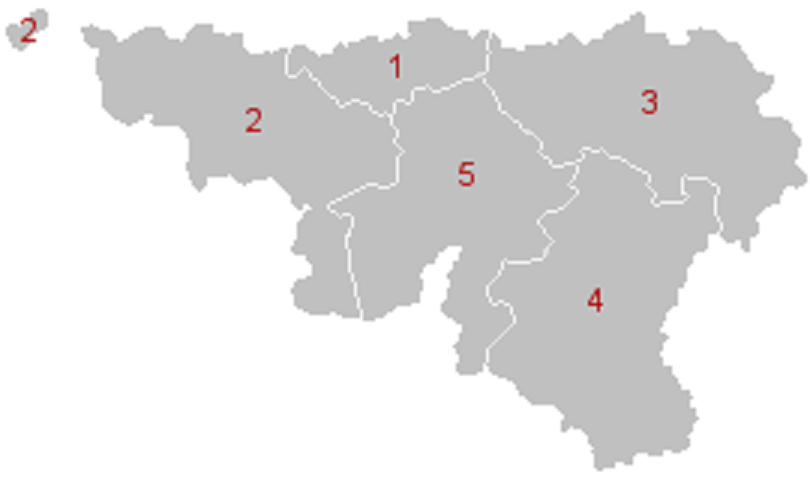
Les provinces de Wallonie

Elles sont sous la tutelle du Gouvernement wallon qui en nomment les Gouverneurs de concert avec l'État fédéral.

### Les 262 communes wallonnes
- Liste des communes de la Région wallonne
- Liste des communes avant fusion de la Région wallonne
- Liste des villes de la Région wallonne

### Relief et climat

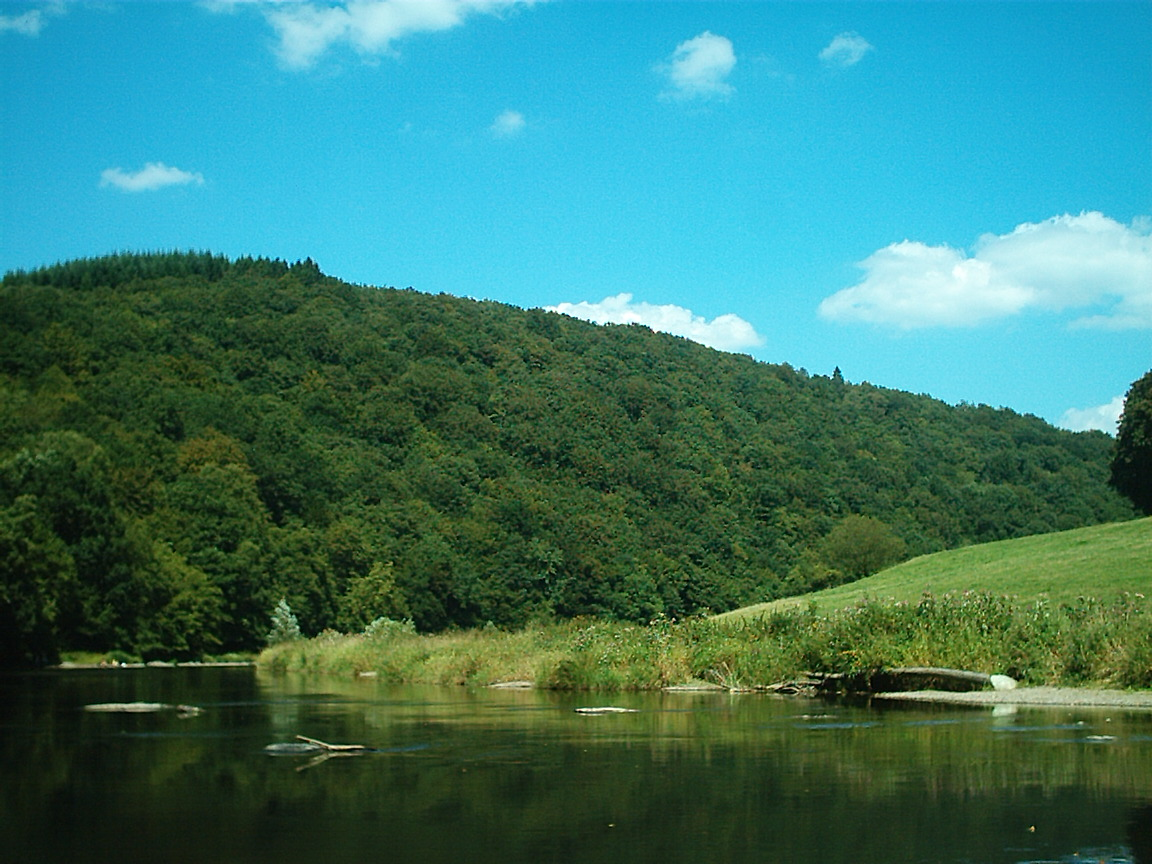
La Semois, près de Bouillon

Le point culminant de la Région wallonne est de 694 m au signal de Botrange. Le territoire est très vallonné et boisé, surtout au sud du sillon Sambre et Meuse. Son extrémité nord-ouest est composée de terrains sablo-limoneux (Comines-Warneton, Mouscron). Ensuite elle comprend d'ouest en est les régions limoneuses hennuyères, brabançonne et la Hesbaye. La haute Belgique, au sud du sillon Sambre et Meuse, est composée du Condroz, de la Fagne-Famenne, de la Calestienne, du Pays de Herve, de l'Ardenne et de la Lorraine belge. Le climat y est tempéré et humide. Les températures extrêmes enregistrées sont de - 30,1 °C et + 37,8 °C.

### Patrimoine biologique
La Wallonie possède un très riche patrimoine biologique que les autorités de l'État-région ont entreprise de classer et de répertorier sous le label Biodiversité en Wallonie.

### Population et superficie
Avec ses 16 901 km2, la Région wallonne occupe plus de la moitié du territoire de la Belgique, dans la partie sud du pays. Elle inclut les provinces du Brabant wallon, de Hainaut, de Liège, du Luxembourg et de Namur. Les villes principales (plus de 50 000 habitants) sont Charleroi, Liège, Namur, Mons, La Louvière, Mouscron, Seraing, Tournai et Verviers. On retrouvera le nom de toutes ses anciennes et nouvelles localités dans la liste des communes avant fusion de la Région wallonne.
La Wallonie n'a pas d'accès direct à la mer.
Le centre géographique de la Wallonie se trouve à Spontin, dans la commune d'Yvoir.
Sa population, relativement dense représente un tiers des habitants du pays. Le français est la langue pratiquée par la grande majorité de la population, sauf dans les Cantons de l'Est où existe une minorité germanophone d'environ 71 000 personnes. Il existe aussi des facilités linguistiques en néerlandais dans quelques communes proches de la frontière linguistique avec la Région flamande.
Le wallon (divisé en plusieurs dialectes) et le picard ont été les langues prédominantes dans cette région jusqu'au début du XXe siècle, mais depuis ces parlers régionaux subissent une régression constante faute d'une politique de soutien des langues régionales endogènes à l'échelle européenne. En effet, le Réseau Mercator n'est pas autorisé à reconnaître le wallon comme une langue régionale, seulement comme un dialecte, il s'agit là d'un débat qui nuit gravement à la reconnaissance de ce patrimoine immatériel de la Wallonie. Pourtant, la Belgique a signé récemment l'accord pour la défense de la diversité culturelle selon les termes de l'UNESCO. Enfin, sur le plan des initiatives individuelles, la situation est tout autre, de nombreuses activités dialectales ne cessent de fleurir sur le sol wallon.
À défaut de loi sur la citoyenneté wallonne, la tradition dite républicaine, veut qu'on considère « Wallonne » toute personne qui naît, vit ou travaille en Wallonie, sans avoir nécessairement la nationalité belge. Ce principe se retrouve dans le préambule du projet de Constitution wallonne de 1997 et dans l'article 12 de la proposition de Constitution wallonne du 4 mai 2006 (un projet sous forme de décret spécial).